# Alfred Dudley Ward

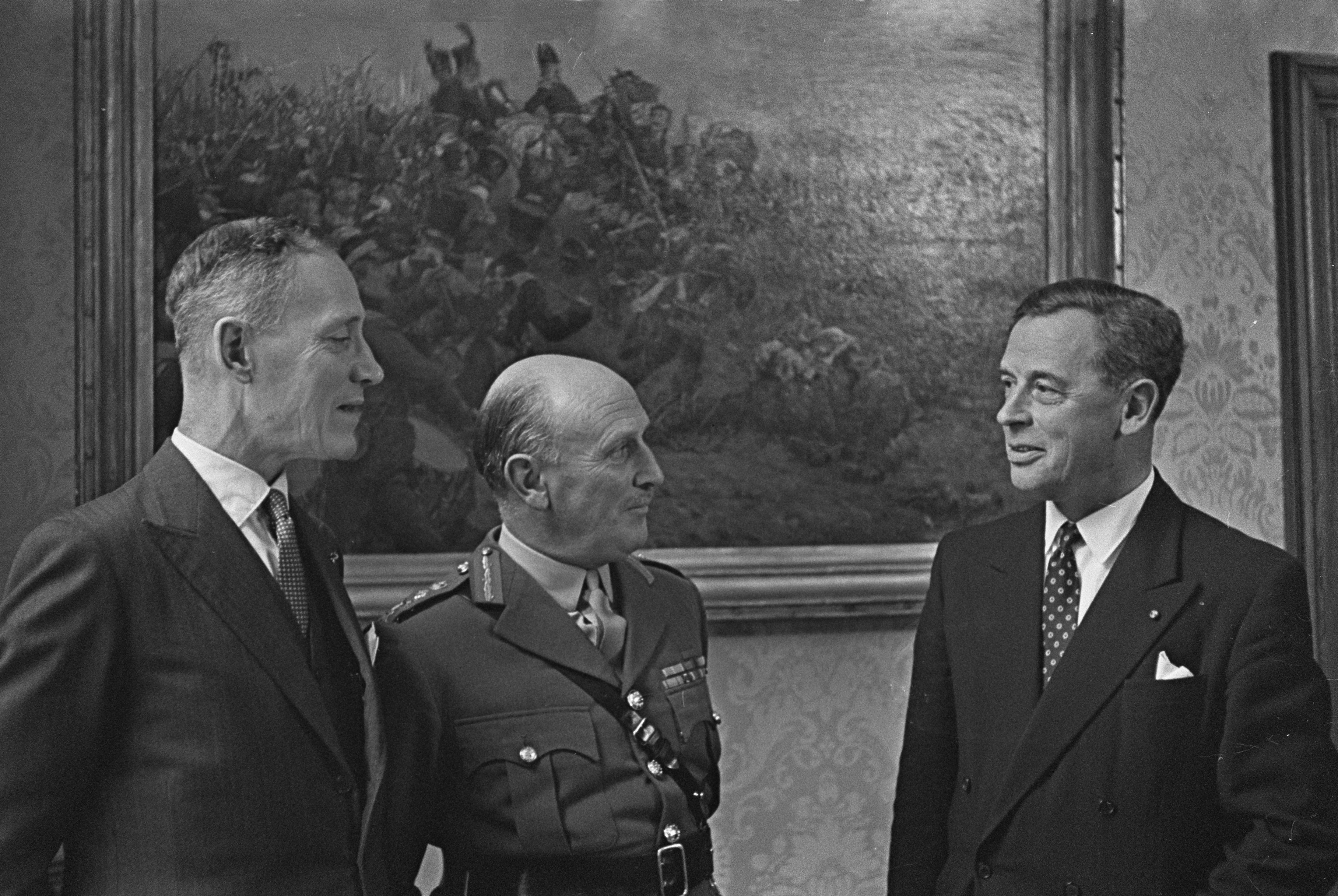
General Alfred Dudley Ward (Mitte), Oberbefehlshaber der Britischen Rheinarmee, zum Abschiedsbesuch beim niederländischen Verteidigungsminister Sim Visser (rechts) am 30. November 1959.

Sir Alfred Dudley Ward, GCB, KBE, DSO (* 27. Januar 1905 in Wimborne Minster, Dorset, England; † 28. September 1991) war ein britischer Offizier der British Army, der unter anderem als General  zwischen 1957 und 1960 in Personalunion Oberkommandierender der Britischen Rheinarmee und Kommandeur der Northern Army Group der NATO sowie von 1960 bis 1962 Oberkommandierender des Nahost-Kommandos war. Im Anschluss fungierte er zwischen 1962 und 1965 als Gouverneur von Gibraltar.

## Leben

### Offiziersausbildung und Zweiter Weltkrieg
Alfred Dudley Ward, Sohn von Lionell Howell Ward und dessen Ehefrau Lillie Maud Morgan, trat nach dem Besuch der Grammar School in Wimborne Minster in die British Army ein. Drei Jahre später begann er eine Offiziersausbildung am Royal Military College Sandhurst. Nach deren Beendung trat er im Januar 1931 als Leutnant (Second Lieutenant) in das Linieninfanterieregiment Dorsetshire Regiment ein. Er fand zahlreiche Verwendungen als Offizier und nach dem Besuch des Staff College in Quetta 1935 auch als Stabsoffizier. Während des Zweiten Weltkrieges war er von 1941 bis 1942 als Kommandeur (Commanding Officer) des 43rd (Wessex) Reconnaissance Regiment und wurde 1942 Brigadier im Generalstab des XI. Korps (XI Corps). Im weiteren Kriegsverlauf war er vom 30. September bis zum 9. Oktober 1943 Kommandeur der 231. Brigade. Am 5. Oktober 1943 wurde er als Brigadier Kommandeur der in Italien eingesetzten 17. Brigade und verblieb in dieser Funktion bis zum 19. April 1944.
Anschließend wurde Ward als Generalmajor (Major-General) am 20. April 1944 Nachfolger von Generalmajor Hayman Hayman-Joyce als Kommandierender General (General Officer Commanding) der 4. Infanteriedivision (4th Division), die im letzten Kriegsjahr in Italien und Griechenland zum Einsatz kam. Er hatte diesen Posten genau ein Jahr lang bis zum 20. April 1945 inne, woraufhin Generalmajor Colin Callander seine Nachfolge antrat. Für seine militärischen Verdienste wurde ihm 1944 der Distinguished Service Order (DSO) verliehen. 1945 wurde er Commander des Order of the British Empire (CBE) sowie zudem auch Companion des Order of the Bath (CB).

### Nachkriegszeit
Nach Kriegsende wechselte Generalmajor Ward ins Kriegsministerium (War Office) und fungierte dort zwischen Januar 1947 und September 1948 als Leiter der Abteilung Militärische Operationen (Director of Military Operations). Er war ferner zwischen 1947 und 1957 Regimentsoberst des King’s Regiment (Liverpool). Im September 1948 löste er Generalmajor Richard Hull als Kommandant des Staff College Camberley ab und verblieb in dieser bis September 1951, woraufhin Generalmajor Gerald Lathbury ihn ablöste. Als Generalleutnant (Lieutenant-General) übernahm er im November 1951 den Posten als Kommandierender General des wieder aufgestellten I. Korps (I Corps), das in der Bundesrepublik Deutschland stationiert wurde. Dieses Kommando übte er bis Januar 1953 aus und wurde anschließend von Generalleutnant James Cassels abgelöst.
Am 1. Januar 1953 wurde Dudley Ward zum Knight Commander des Order of the British Empire (KBE) geschlagen, so dass er seither den Namenszusatz „Sir“ führte. Er wurde im Januar 1953 Nachfolger von Generalleutnant John Whiteley als stellvertretender Chef des Imperialen Generalstabes (Deputy Chief of the Imperial General Staff) und behielt diese Funktion bis zu seiner Ablösung durch Generalleutnant Richard Hull im Oktober 1956.

### Aufstieg zum General und Gouverneur von Gibraltar

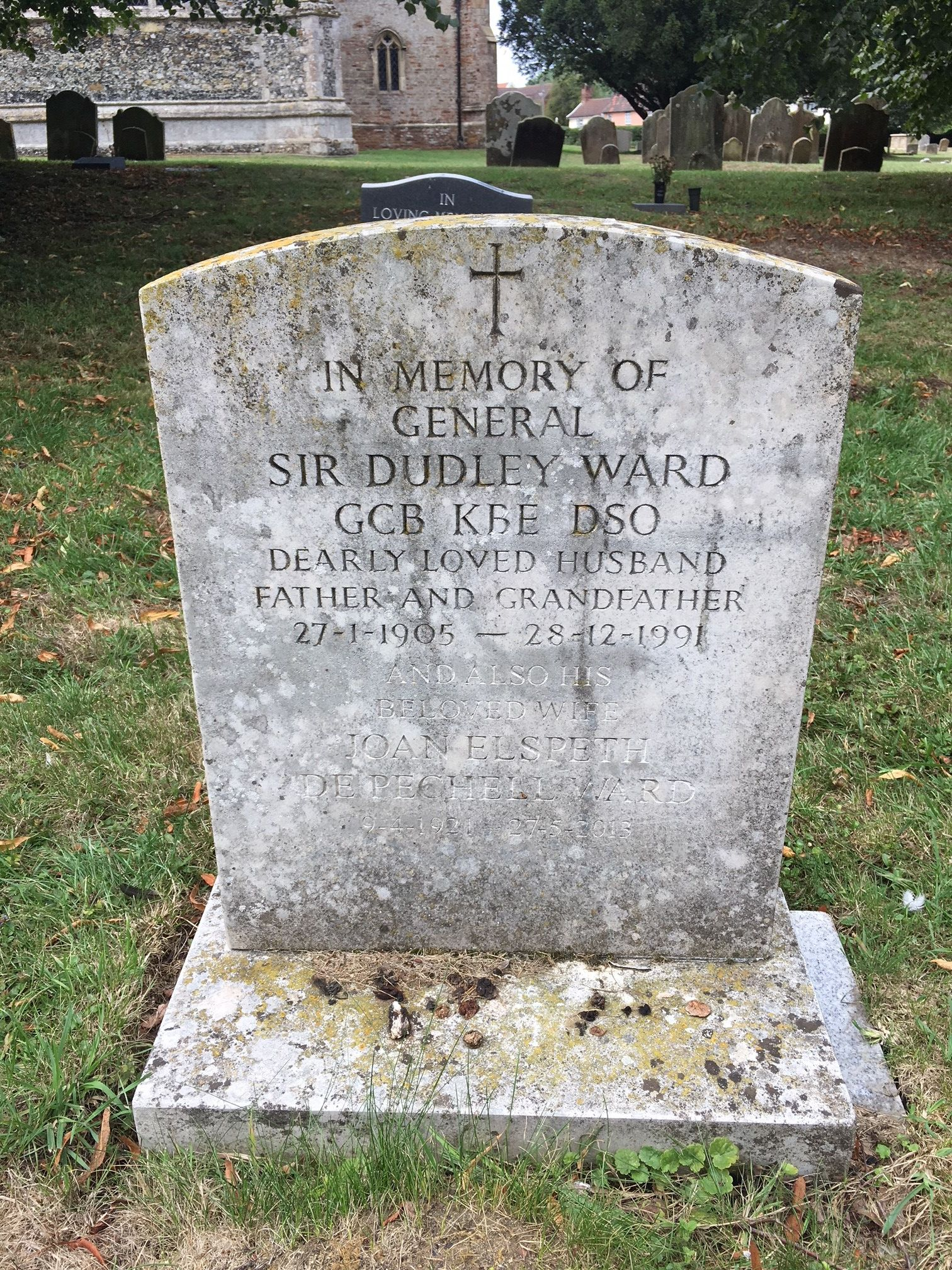
Grab von General Dudley Ward auf dem St Mary’s Churchyard in Dennington.

Zuletzt wurde Alfred Douglas Ward zum General befördert und übernahm im Januar 1960 als Nachfolger von General Richard Gale den Posten als Oberkommandierender der Britischen Rheinarmee BAOR (Commander-in-Chief, British Army of the Rhine) und führte dieses Kommando drei Jahre lang bis Januar 1960, woraufhin erneut General James Cassels seine dortige Nachfolge übernahm. In dieser Funktion war er zugleich zwischen Januar 1957 und Januar 1960 in Personalunion Kommandeur der NATO-Heeresgruppe Nord NORTHAG (Northern Army Group). Am 13. Juni 1957 wurde er des Weiteren Knight Commander des Order of the Bath (KCB). Darüber hinaus wurde er am 1. Januar 1959 auch zum Knight Grand Cross des Order of the Bath (GCB) erhoben. Darüber hinaus fungierte er als Aide-de-camp-General von Königin Elisabeth II. in den Jahren 1959 bis 1961. Er war danach zwischen 1960 und 1962 Oberkommandierender des Nahost-Kommandos (Near East Command).
Am 8. Juni 1962 wurde Ward Nachfolger von General Charles Keightley als Gouverneur von Gibraltar und Oberkommandierender der dortigen britischen Truppen. Er bekleidete dieses Amt bis zum 5. August 1965 und übergab dieses daraufhin an General Gerald Lathbury. Er war ferner zwischen 1968 und 1984 Deputy Lieutenant (DL) der Grafschaft Suffolk.